# 小林陽子 (家庭科学者)
小林 陽子（こばやし ようこ、1966年5月 - ）は、日本の家政学者・教育学者である。現在は群馬大学教育学部学校教育教員養成講座家政専攻准教授を経て、女子栄養大学教授。専門は、家庭科教育学・家政学史。

## 来歴・人物
- 2003年：甲南女子大学より教育学博士の学位を取得　学位論文の題は「日本における近代家政学成立過程の研究 : 井上秀の思想と実践を中心にして」[3]。
- 2007年 - 2009年：鳥取大学地域学部講師
- 2010年 - ：群馬大学教育学部学校教育講座家政専攻講師

現在は群馬大学教育学部学校教育講座家政専攻講師。持ち味は高音ボイスとハイテンション。
家庭科教育学・家政学・生活科学一般
- 「連携」概念を用いた家政学の新しい専門性に関する基礎的研究
- 家庭と育児力の実態調査

## 著書・論文

### 著書
- 『いきいき家庭科―「開かれた個」を育成するカリキュラム開発と授業研究―　日本家庭科教育学会中国地区会編』（教育図書、2010年）

### 論文
- 『栄養教諭の教育実践に関するプロセス―家庭科教諭と栄養教諭の連携に関する一考察（その2）―』（群馬大学教育学部紀要　芸術・技術・体育・生活科学編、2011年）
- 『井上秀によるアメリカ家政学の受容―イギリス留学生大江スミとの違いを中心に―』（生活学論叢、2010年）
- 『家庭科教育雑誌における衣生活分野授業実践の検討―教員養成の視点から―』（群馬大学教科教育学研究、2010年）
- 『小学校家庭科製作学習における学習指導法の検討―製作段取り票に着目した授業の試み―』（日本家庭科教育学会誌、2010年）
- 『栄養教諭の職務に関する実態調査―家庭科教諭と栄養教諭の連携のための一考察（その1）―』（群馬大学教育学部紀要　芸術・技術・体育・生活科学編、2010年）
- 『桜楓会の家政学に関係する社会的な活動―戦前家政学の社会貢献の一事例として―』（家政学原論研究、2009年）
- 『湖山池周辺の生活史―聞き取り調査ノート―』（地域学論集、2008年）
- 『生活力に繋がる消費者教育実践の検討』（鳥取大学地域学部紀要、2007年）
- 『“地域貢献力”養成プログラムの開発』（鳥取大学地域学部紀要、2007年）
- 『子育て従事者の情報源―鳥取県における育児雑誌の需要状況―』（鳥取大学地域学部紀要、2007年）
- 『成瀬仁蔵の蔵書調査（第2報）―カタログ・シラバスなど資料の概要―』（鳥取大学地域学部紀要、2007年）
- 『地域におけるものづくり教育支援』（工学教育、2007年）
- 『成瀬仁蔵の蔵書調査（第1報）―旧成瀬仁蔵宅と関連人物を中心に―』（鳥取大学地域学部紀要、2005年）
- 『井上秀の著述活動と略年表―家庭管理論の構築過程を知る手がかりとして―』（日本女子大学総合研究所ニュース、2002年）
- 『井上秀のアメリカ留学体験の意味』（日本女子大学総合研究所紀要、2002年）
- 『井上秀の講義ノート考 ―教育実践の視点から―』（日本女子大学大学院紀要　家政学研究科・人間生活学研究科、2000年）
- 『井上秀の家政学形成過程―その初期におけるアメリカ留学と桜楓会社会事業をとおして―』教育学論集　甲南女子大学大学院文学研究科、2000年）
- 『井上秀の家政学における「真の収入」―ジェンダー視座からの分析―』（生活経営学研究、1999年）
- 『大江スミの家政学における留学体験の意味―井上秀との比較をとおして―』（教育学論集　甲南女子大学大学院文学研究科　1999年）
- 『井上秀の家政学における女性の経済的自立』（教育学論集　甲南女子大学大学院文学研究科、1998年）

## 所属学会
- 日本家政学会
- 日本家庭科教育学会